# Wolumen obrotów
Wolumen obrotów – łączna liczba papierów wartościowych, które zmieniły właściciela, liczona dla danego papieru wartościowego lub rynku.
Wielkość obrotów jaką osiąga dany walor pokazuje stopień zaangażowania inwestorów. W trendzie wzrostowym rosnący wolumen jest potwierdzeniem siły trendu, a malejący wolumen – słabości trendu i jego rychłego zakończenia. W trendzie spadkowym rosnący wolumen jest sygnałem słabości trendu, a malejący wolumen jest sygnałem siły trendu.